# Jack Chick
Jack Thomas Chick (ur. 13 kwietnia 1924, zm. 23 października 2016) – amerykański autor i wydawca, najlepiej znanym ze swoich fundamentalistycznych, chrześcijańskich "Chick traktatów". Wyrażał swoją perspektywę w rozmaite sposoby za pomocą komiksowych, moralizujących historyjek. Założyciel Chick Publications. Był baptystą i zwolennikiem King James Only Movement.

## Życiorys
Wiele jego poglądów było kontrowersyjnych, ponieważ oskarżał rzymskich katolików, masonów, muzułmanów i członków innych grup o morderstwa i konspiratorstwo Jego komiksy zostały określone przez Roberta Ito w magazynie "Los Angeles" jako "równe innym częściom literatury nienawiści oraz karzące ogniem i siarką".
Poglądy Chicka rozpowszechniły się dzięki traktatom, a w ostatnich latach szczególnie przez internet. Jego firma "Chick Publications" twierdzi, że zostało sprzedanych około 750 mln traktatów, traktatów komiksowych, książek-komiksów, filmów, książek i plakatów promujących ewangeliczny protestantyzm z perspektywy chrześcijańskiego fundamentalizmu. Zostały przetłumaczone na ponad 100 języków.
Chick był niezależnym baptystą, który wyznawał premillenialistyczną, dyspensacjonalistyczną wizję Czasów Ostatnich. Był zwolennikiem ruchu King James Only Movement, który głosi, że każde angielskie tłumaczenie Biblii późniejsze niż wydane przed 1611 r. promuje herezje i niemoralność.
Chick jest znany z kontrowersyjnego stylu swoich komiksów („traktatów”), które przedstawiają wierzenia chrześcijańskie z perspektywy protestanckiego fundamentalizmu. Wiele z nich obraca się wokół teorii spiskowych dotyczących Watykanu i katolicyzmu – włączając w to twierdzenie, że holokaust był zaplanowany i zorganizowany przez papieża; autor często posądza też naukowców, muzyków rockowych, oraz graczy RPG o przymierze z szatanem i okultyzm. W niektórych traktatach pojawiają się wątki antysemickie.  Ze względu na ów radykalizm i swoją popularność, traktaty często stają się przedmiotem internetowych parodii.
Autor prowadził bardzo skryte życie – nie udzielał wywiadów i nie występował publicznie. Istnieje tylko kilka dostępnych fotografii jego osoby, choć kilka osób próbowało tworzyć szkice.
Urodził się w dzielnicy Boyle Highs w Los Angeles, później przeprowadził się z rodziną do Alhambry. W szkole średniej był aktywny w klubie teatralnym. Nie był religijny w tym czasie. Po skończeniu szkoły kontynuował edukację teatralną na Pasadena Playhouse School of Theater w trybie dwuletnim.
W lutym 1943 r. w czasie II wojny światowej został powołany jako szeregowiec do armii USA. Przez trzy lata pracował dla teatru "Pacyfik", służąc w Nowej Gwinei, Australii, Japonii i na Filipinach. Chick poświęcił swój czas za granicą na inspirowanie się do tłumaczenia jego traktatów na wiele innych języków i powiedział, że miał "szczególny nacisk na misje i misjonarzy".
Po wojnie powrócił do teatru w Pasadenie, gdzie spotkał swoją przyszłą żonę pracującą tam nad produkcjami. Lola Lynn Priddle (1926-1998), kanadyjska imigrantka pochodziła z bardzo religijnej rodziny i Chick powiedział, że była "instrumentem jego zbawienia". Priddle i jej rodzice wprowadzili Chick'a w radiowe show Charlesa E. Fullera "Old-Fashioned Revival Hour" (Staromodna godzina przebudzenia) i Chick powiedział, że był nawrócony w czasie słuchania jednego odcinka tego show.
Chick i Priddle pobrali się w 1948 r. Mieli córkę, Carol, która zmarła w 2001 r.
W lutym 1998 Priddle zmarła. Chick powtórnie ożenił się z azjatycką kobietą, której nazwisko było zgłaszane jako Susie i Susy.
W 2005 r. został wydany biuletyn "Battle Cry (Okrzyk Wojenny)"; w tym czasie Chick poinformował, że w latach 2003-2005 miał zagrażający życiu stan zdrowia. Powiedział: "Mój zespół zmienił się w zapalenie płuc, poziom cukru spadł do 20 (jestem diabetykiem)...Zapadłem w śpiączkę. Moja żona zadzwoniła pod 911 i kiedy pogotowie było w drodze, miałem zawał serca. Dzień po lub później musiałem mieć założone potrójne bypass-y."
Chick miał ograniczone kontakty publiczne, udzielił tylko jednego, znanego profesjonalnego wywiadu po 1975. Brak publicznie dostępnych informacji o nim wywołał spekulacje, że był pseudonimem dla anonimowych autorów. Chick zmarł we śnie w wieku 92 lat. Jego ciało zostało odkryte wieczorem 23 października 2016 r. w jego domu w Alhambrii (Kalifornia). Pogrzeb był prywatny.

## Kariera
Pomiędzy 1953 a 1955 rokiem narysował jednopanelowe rysunki, do których tekst został napisany przez P.  S. Claytona, zatytułowane "Czasy się zmieniły"? Tematycznie przypominały komiksy "BC" opowiadające żartobliwie o życiu jaskiniowców, które były codzienne publikowane w amerykańskiej prasie. Rysunki te przypominały także kreskówkę „Flinstonowie”, ale wersję wcześniejszą. Były one syndykowane przez Mirros Enterprises Co. w okręgu prasowym Los Angeles.
Po nawróceniu się na chrześcijaństwo, Chick chciał ewangelizować innych, ale był zbyt nieśmiały, aby rozmawiać z ludźmi bezpośrednio o religii. Chick usłyszał od misjonarza Boba Hammonda, który miał transmisję w Azji w „Głosie Ameryki” o tym, że Komunistyczna Partia Chin zyskała znaczący wpływ wśród zwykłych Chińczyków w latach 50. XX w. dzięki dystrybucji małych komiksów. Chick zaczął pracować z zarządem więzienia i stworzył flip chart z ilustracjami używanymi do swoich prezentacji. Wpadł na pomysł stworzenia ewangelizacyjnych traktatów, które mogły być wręczane ludziom bezpośrednio lub nie.
W trakcie pracy dla korporacji AstroScience (wykonywanie magnetofonów i elektroniki lotniczej dla rządu USA) w El Monte (Kalifornia), samodzielnie opublikował swój pierwszy traktat „Dlaczego nie ma przebudzenia?" ("Why No Revival?") w 1960 r. Zapłacił za to pożyczką ze swojej unii kredytowej. Swój drugi traktat „Koszmar demona” opublikował w 1962 r. Zdecydował, aby stworzyć więcej traktatów i rozpocząć „używanie jego kuchennego stołu jako biura i warsztatu plastycznego” Księgarnie chrześcijańskie nie były chętne, aby zaakceptować te traktaty, ale były popularne wśród misjonarzy i w kościołach.
Oficjalnie założył Chick Publications w 1970 r. w Rancho Cucamonga (Kalifornia). Początkowo, Chick pisał i ilustrował wszystkie traktaty samodzielnie, ale w 1972 r. wynajął innych artystów do ilustrowania wielu traktatów. Fred Carter ilustrował traktat anonimowo do 1980, kiedy został (zidentyfikowany) w jednym numerze Chicka biuletynu „Battle Cry” ("Okrzyk wojenny"). Cater także zilustrował olejne malowidła umieszczone w „The Light of the World”, film wyprodukowany przez Chicka nawiązujący do chrześcijańskiej dobrej nowiny.

## Chick Publications
Chick Publications jest znane z wydawania małych, pełnokolorowych „Chick komiksów” od momentu założenia. Wydawane były także pełnowymiarowe książki-komiksy, opublikowane w większości pomiędzy 1974 a 1985 rokiem. Pierwsze jedenaście  z serii „Crusader comics”, które ukazywały historie dwóch fundamentalistycznych chrześcijan i poruszały takie tematy jak okultyzm, proroctwa biblijne i teoria ewolucji.
Chick Publication dystrybuował także „Chick traktaty”, małe traktaty z religijnym przesłaniem. Większość z nich może być oglądana w całości na stronie internetowej kompanii. Najbardziej popularnym traktatem Chicka był „Takie było twoje życie”. Przetłumaczony został na około 100 języków. Wiele innych traktatów jest dostępnych w powszechnie używanych językach takich jak arabski, niemiecki, hiszpański i tagalski. Niektóre traktaty Chicka zostały przetłumaczone na nawet tak nietypowe języki jak Gha-Mu,  huichol,, ngiembun, język luba i sztuczny język esperanto.
Wyznawca wicca, autor Kerr Cuhulain opisał Chicka i jego teorie jako  będące „antyfeministyczne” i „antypogańskie”, zaznaczając że komiksy Chick Publications były źródłem policyjnej, detektywistycznej prezentacji satanizmu w Rapid City (Południowa Dakota) przedstawionej w 1989 r. i opisującej jego go jako „po prostu najmniej renomowane źródło niezawodnych informacji o grupach religijnych”.
Sześć komiksów Jacka Chicka opisuje Alberto Rivera, a są to: „Alberto”, „Podwójny krzyż”, „Ojcowie Święci”, „Moc”, „Czterech Jeźdźców”, „Prorok”. Rivera był antykatolickim aktywistą, który twierdził, że był jezuickim księdzem zanim stał się fundamentalistycznym protestantem. Rivera był źródłem wielu teorii konspiracyjnych na temat Watykanu i jezuitów popieranych przez Jacka Chicka. Wiele z tych konspiracji znalazło się w komiksach wpłynęło do głównego nurtu chrześcijaństwa i wpłynęło na wierzenia, które wielu utrzymuje do dzisiaj.
„Catholic Answers” nazwało Chicka „brutalnie antykatolickim”, opisując Chicka opinię o Kościele Katolickim jako „dziwaczną” i „często groteskową w swej argumentacji”, i wezwało do wycofania traktatów z rynku i ich poprawienia. We wczesnych latach 80., Chicka stanowisko odnośnie do katolicyzmu doprowadziło niektóre chrześcijańskie księgarnie do zaprzestania magazynowania jego traktatów, a on wycofał się z Christian Booksellers Association, po tym jak stowarzyszenie wydaliło go. „Christianity Today opisało Chicka jako przykład „świata ordynarnych, niedouczonych ewangelików”, dla których „atawistyczny katolicyzm pozostaje tak kolorowy i nieomylny jak zawsze”. Michael Ian Borer, profesor socjologii na Furman University w tamtym czasie, pokazał mocne antykatolickie motywy Chicka w 2007 r. w prezentacji Amerykańskiego Towarzystwa Socjologicznego i jako recenzowany artykuł w następnym roku w „Religion and American Culture”. Chick odpowiedział na te oskarżenia twierdząc, że jest przeciwny Kościołowi Rzymskokatolickiemu jako socjopolitycznej organizacji, a nie jego poszczególnym członkom. Na jego „Rzymski Katolicyzm FAG”, Chick powiedział, że zaczął publikować swoje teorie o Kościele Rzymskokatolickim, ponieważ „kocha katolików i chce, aby byli zbawieni przez wiarę w Jezusa”.
W następstwie śmierci Jacka Chicka, w 2017 r. Chick Publications opublikowało jego biografię „Nie Znasz Jacka: Autoryzowana Biografia Chrześcijańskiego Rysownika Jacka T. Chicka” autorstwa Dawida Daniels. Książka zawiera numery wcześniej nieopublikowanych fotografii Chicka.